# Батенберг (Едер)
Батенберг (њем. Battenberg) град је у њемачкој савезној држави Хесен. Једно је од 22 општинска средишта округа Валдек-Франкенберг. Према процјени из 2010. у граду је живјело 5.577 становника. Посједује регионалну шифру (AGS) 6635004.

## Географски и демографски подаци
Батенберг се налази у савезној држави Хесен у округу Валдек-Франкенберг. Град се налази на надморској висини од 340 метара. Површина општине износи 64,7 km². У самом граду је, према процјени из 2010. године, живјело 5.577 становника. Просјечна густина становништва износи 86 становника/km².

## Међународна сарадња
| Мјесто      | Држава               | Врста сарадње | Од    |
| ----------- | -------------------- | ------------- | ----- |
| Лон оп Занд | Холандија            | контакт       | 1962. |
| Рамзи       | Уједињено Краљевство | партнерство   | 1987. |
|             | Француска            | партнерство   | 1979. |
| Извор       |                      |               |       |